# Easter Is Cancelled
| Совокупная оценка | Совокупная оценка |
| Источник          | Оценка            |
| ----------------- | ----------------- |
| Metacritic        | 69/100            |
| Оценки критиков   |                   |
| Источник          | Оценка            |
| AllMusic          | [ 2 ]             |
| The Arts Desk     | [ 3 ]             |
| Classic Rock      | [ 4 ]             |
| Kerrang!          | [ 5 ]             |
| Mojo              | [ 6 ]             |
| PopMatters        | 7/10              |
| Q                 | [ 8 ]             |
| Sputnikmusic      | 2.5/5             |
| Uncut             | 5/10              |
| Under the Radar   | 5.5/10            |

Easter Is Cancelled — шестой студийный альбом британской хард-рок-группы The Darkness. Он был выпущен 4 октября 2019 года на лейбле Cooking Vinyl и Canary Dwarf.
Альбом получил положительные отзывы музыкальной критики и интернет-изданий и дебютировал на первом месте в чарте рок-альбомов Великобритании.

## История
Впервые альбом был анонсирован 4 апреля 2019 года в видеоролике, опубликованном на официальном YouTube-канале группы, в котором участники группы читают стихотворение. Несколько дней спустя они также объявили подробности хедлайн-тура по Великобритании в поддержку альбома. Первый сингл с альбома, «Rock and Roll Deserves to Die», был выпущен 6 августа 2019 года вместе с сопровождающим музыкальным видео.

## Отзывы
Альбом получил положительные отзывы музыкальной критики и интернет-изданий. На Metacritic, сайте-агрегаторе рецензий, который собирает рецензии из основных изданий и выставляет средневзвешенный балл из 100, альбом получил 69 баллов на основе нескольких рецензий критиков. Эта оценка означает «в целом благоприятные отзывы».

## Список композиций
1. «Rock and Roll Deserves to Die» — 5:23
2. «How Can I Lose Your Love» — 3:02
3. «Live ’Til I Die» — 3:32
4. «Heart Explodes» — 3:47
5. «Deck Chair» — 2:24
6. «Easter Is Cancelled» — 4:18
7. «Heavy Metal Lover» — 4:41
8. «In Another Life» — 4:01
9. «Choke on It» — 3:21
10. «We Are the Guitar Men» — 4:21

Бонусные треки делюксового издания
1. «Laylow» — 3:23
2. «Different Eyes» — 2:51
3. «Confirmation Bias» — 4:35
4. «Sutton Hoo» — 3:27

Бонусные треки японского издания
1. «Dancing House» — 1:05

## Позиции в чартах
| Чарт (2019)                                   | Высшая позиция |
| --------------------------------------------- | -------------- |
| Австралия (ARIA)                              | 22             |
| Франция (SNEP)                                | 186            |
| Германия (Offizielle Top 100)                 | 60             |
| Ирландия (IRMA)                               | 31             |
| Италия (Classifica album)                     | 90             |
| Испания (PROMUSICAE)                          | 48             |
| Швейцария (Schweizer Hitparade)               | 79             |
| Великобритания (UK Albums Chart)              | 10             |
| Великобритания (UK Rock & Metal Albums Chart) | 1              |